# رجاء ناجي مكاوي
رجاء ناجي مكاوي (مواليد 1959)، هي أكاديمية وعالمة مغربية. هي أول امرأة مغربية تحصل على دكتوراه الدولة في القانون من جامعة محمد الخامس وأول امرأة تلقي درسا من الدروس الحسنية أمام الملك محمد السادس ونخبة من رجال العلم والسياسة.
عُينت في شهر ديسمبر 2019 سفيرة للمملكة المغربية لدى الفاتيكان.

## مسيرتها
تنحدر الدكتورة رجاء ناجي المكاوي من مدينة وزان حيث ولدت عام 1959 وسط أسرة محافظة. أنهت دراستها الابتدائية والثانوية في مدينة وزان وبعد حصولها على شهادة البكالوريا (الثانوية العامة) عام 1977 انتقلت مع زوجها إلى الرباط حيث أكملت دراستها الجامعية والعليا. حصلت على الدبلوم في القانون المدني وقانون الأعمال، ثم الماجستير من جامعة محمد الخامس عام 1987، كما حصلت على دكتوراه دولة في القانون عام 1997 عن موضوع «نقل وزرع الأعضاء»، برتبة حسن جدا مع التوصية بالطبع والنشر وكانت أول امرأة مغربية تحصل على دكتوراه دولة في القانون من جامعة محمد الخامس .

## المهام التي شغلتها
شغلت الدكتورة رجاء ناجي المكاوي مهام عديدة من بينها:
- أستاذة للتعليم العالي في كليات الحقوق بجامعة محمد الخامس .
- رئيسة وحدة البحث في قانون الصحة.
- خبيرة ومستشارة قانونية لعدد من المؤسسات والمنظمات الدولية.
- مفتشة إقليمية في وزارة المالية بين عامي 1987 و1991
- مدرسة في المعهد العالي لعلوم الحاسوب وتحليل النظم حول قانون المعلوميات ابتداء من عام 1993 .
- مدرِّسة في معهد التكوين التابع للقوات المسلحة الملكية بالرباط منذ عام 1995، ومدرسة بمديرية الأدوية والصيدلة منذ عام 1996.
- مدرسة وعضو لجنة الامتحان في المعهد العالي للقضاء منذ عام 2000 .
- مدرسة في دار الحديث الحسنية منذ عام 2001 .
- مستشارة قانونية لدى عدة مؤسسات ابتداء من عام 1996.

## مؤلفاتها
للدكتورة رجاء ناجي المكاوي مجموعة من المقالات في مجلات وجرائد وطنية ودولية تناولت موضوع القانون الطبي وسلوكيات مهنة الطب، وأخطاء العلاج وضمانات لحماية الطبيب والمريض معا، والاجتهاد القضائي في مجال نفقة الأبناء، والولاية في الزواج، والتطليق القضائي والطلاق الرضائي، بالإضافة إلى الكتب من بينها:
- نقل وزرع الأعضاء
- الأطفال المهمشون: قضاياهم وحقوقهم
- نقل وزرع الأعضاء أو الاستخدام الطبي لأعضاء الإنسان وجثته

## الجوائز
2022: تكريم من طرف الحبر الأعظم بوسام فخري عال درجة الصليب الأكبر بيوس التاسع.
2013 : وسام جلالة الملك - للمكافأة الوطنية من درجة ضابط كبير.
2011 : وسام جلالة الملك محمد السادس - وسام العرش درجة قائد.

## وصلات خارجية
- (فيديو): لقاء ناجي مكاوي مع قناة الجزيرة